# Municipio de Mapleton (Dakota del Norte)
El municipio de Mapleton (en inglés: Mapleton Township) es un municipio ubicado en el condado de Cass en el estado estadounidense de Dakota del Norte. En el año 2010 tenía una población de 188 habitantes y una densidad poblacional de 2,13 personas por km².

## Geografía
El municipio de Mapleton se encuentra ubicado en las coordenadas 46°50′34″N 96°58′44″O / 46.84278, -96.97889. Según la Oficina del Censo de los Estados Unidos, el municipio tiene una superficie total de 88.1 km², de la cual 87,73 km² corresponden a tierra firme y (0,43 %) 0,38 km² es agua.

## Demografía
Según el censo de 2010, había 188 personas residiendo en el municipio de Mapleton. La densidad de población era de 2,13 hab./km². De los 188 habitantes, el municipio de Mapleton estaba compuesto por el 96,81 % blancos, el 3,19 % eran asiáticos. Del total de la población el 0 % eran hispanos o latinos de cualquier raza.